# Дансько-естонські відносини
Дансько-естонські відносини — двосторонні дипломатичні відносини між Данією і Естонією.

## Історія
Данська Естонія розташовувалася на території сучасної Естонії і перебувала під владою Данії спочатку в XIII—XIV століттях, а потім в XVI—XVII століттях.
У XII столітті Данія стала великою військовою і торговою державою і була зацікавлена в тому, щоб покласти край нападам осіліянським і курляндским піратам, які погрожували її балтійській торгівлі. Данський флот атакував Естонію в 1170, 1194 і 1197.
У 1206 король Данії Вальдемар II і архієпископ Андерс Сунесен здійснили рейд на острів Сааремаа. Королі Данії проголошували свою владу над територією Естонії, що було визнано Папою Римським. У 1219 році данський флот прибув в головний порт Естонії, після висадки данці перемогли естонців в битві при Лінданісе і Північна Естонія перейшла під владу Данії до повстання в 1343, коли території були захоплені Тевтонським орденом і продані Данією в 1346.
У 1921 році Данія визнала незалежність Естонії. 18 грудня 1926 року країни створили примирну комісію, а 13 травня 1930 року було підписано угоду про екстрадицію. 11 березня 1991 року Данія визнала незалежність Естонії в ході розпаду СРСР. У 1994 році між країнами було підписано угоду про співпрацю в області оборони. У 1993 році Данія підписала угоду про скасування візових вимог для Естонії. У 2003 році Данія стала першою країною, яка ратифікувала Договір про приєднання. В даний час країни є членами Європейського союзу, НАТО і Ради країн Балтійського моря.

## Торгівля
Данія є найбільшим інвестором в економіку Естонії. З 1992 по 2003 рік Данія надала допомогу Естонії на загальну суму 147 мільйонів євро.

## Туризм
У 2009 році 12036 данських туристів відвідали Естонію.

## Візити на високому рівні
З 2002 по 2009 рік прем'єр-міністр Данії Андерс Фог Расмуссен відвідував Естонію п'ять разів. Королева Данії Маргрете II відвідала Естонію в липні 2001 року, а міністр закордонних справ Пер Стіг Меллер відвідав Естонію в серпні 2009 року. Міністр торгівлі та інвестицій Данії Піа Ольсен Дюр перебувала в Естонії з 14 по 15 травня 2013 роки для розвитку комерційного співробітництва між Данією і країнами Балтії, а міністр з європейських справ Данії Ніколай Ваммен відвідав Естонію 30 — 31 травня 2013 року в рамках туру по країнах Балтії. У вересні 2007 року президент Естонської Республіки Тоомас Гендрік Ільвес відвідав Данію, а президент Арнольд Рюйтель відвідував Данію в 2004 році.

## Дипломатичні представництва
- У Данії є посольство в Талліні.[11]
- Естонія має посольство в Копенгагені.[12]